# Oskar Schmieder
Wilhelm Richard Oskar Schmieder (* 27. Januar 1891 in Bonn; † 12. Februar 1980 in Schleswig) war ein deutscher Geograph.

## Leben
Oskar Schmieder widmete sich nach abgeschlossenem Abitur einem Studium der Geographie an den Universitäten Bonn, Königsberg und Heidelberg, bevor er 1915 in Heidelberg mit einer Arbeit über die glazialen Formen der Sierra de Gredos bei Alfred Hettner promoviert wurde. In der Folge brach er seine erste, privat finanzierte Reise nach Lateinamerika ab, um als Frontsoldat am Ersten Weltkrieg teilzunehmen, wobei er mit dem Eisernen Kreuz I. und II. Klasse sowie dem Oldenburgischen Friedrich-August-Kreuz I. und II. Klasse ausgezeichnet wurde.
Diese erste Reise beeinflusste Schmieder beruflich stark. So hielt er nach der 1919 erfolgten Habilitation in Bonn seine Antrittsvorlesung zu einem Lateinamerikathema, ehe er 1920 eine Stelle als Professor für Mineralogie an der Universidad Nacional de Córdoba antrat, die er bis 1925 innehatte. Erst an der Universität Berkeley, an der er ab 1925 als Visiting Professor, zwischen 1926 und 1930 als Associate Professor bei Carl O. Sauer wirkte, wandte er sich wieder der Anthropogeographie zu.
1930 folgte Schmieder einem Ruf als ordentlicher Professor an die Universität Kiel, wo er mit seinem Assistenten Herbert Wilhelmy die Forschungen zu Lateinamerika fortsetzte. Ab diesem Zeitpunkt passte Schmieder sich jenen anthropozentrischen Strömungen der 1930er Jahre an, welche zunehmend die Notwendigkeit betonten, menschliche Gemeinschaften abseits von politischen Grenzziehungen zur Grundlage der Forschung zu machen. Hierbei zeigt sich deutlich die ideologische Nähe zu dem „nationalsozialistischen Volkstumskonzept“ von Raumzuteilungen auf der Grundlage einer „grenzüberschreitenden Volksgemeinschaft“. Er befasste sich während dieser Zeit mit »Lebensraumfragen europäischer Völker«, zusätzlich fungierte er als Vorsitzender der Deutschen Gesellschaft für Geographie. 1940 wurde er zum Mitglied der Deutschen Akademie der Naturforscher Leopoldina gewählt. Am 1. Juli 1941 wurde Schmieder in die NSDAP aufgenommen (Mitgliedsnummer 8.869.053). 1942 wurde er mit dem Kriegsverdienstkreuz 2. Klasse ausgezeichnet. Im April 1944 erhielt er einen Ruf an die Universität Halle. Nachdem Schmieder mit dem „Abderhaldentransport“ deportiert worden war, wurde er in Abwesenheit von der Universität Halle suspendiert.
1946 kehrte er nach Kiel zurück, wo er von 1949 bis zu seiner Emeritierung 1956 als Ordinarius eingesetzt war. Dazu hatte er von 1953 bis 1955 eine Gastprofessor an der Universität Karatschi inne. Zuletzt nahm Schmieder zwischen 1958 und 1959 einen Lehrauftrag an der Universidad de Chile wahr. Schmieder sah in der Länderkunde die eigentliche Aufgabe geographischer Arbeit.

## Werke (Auswahl)
- Die Sierra de Gredos. In: Mitteilungen der Geographischen Gesellschaft in München. Bd. 10 (1915) (Heidelberg, Phil. Diss. v. 24. Juni 1915 1915).
- Die Cordillera del Chani. Schünemann, Bremen 1922.
- The settlements of the Tzapotec and Mije Indians, state of Oaxaca, Mexico. University of California Press, Berkeley, Calif. 1930 (University of California publications in geography; 4).
- Länderkunde Südamerikas. Deuticke, Leipzig 1932 (Enzyklopädie der Erdkunde; 29) (Digitalisat).
- Länderkunde Nordamerikas: Vereinigte Staaten und Canada. Deuticke, Leipzig 1933 (Enzyklopädie der Erdkunde; 27) (Digitalisat).
- Länderkunde Mittelamerikas, Westindien, Mexico und Zentralamerika. Deuticke, Leipzig 1934 (Enzyklopädie der Erdkunde; 28) (Digitalisat).
- mit Herbert Wilhelmy: Deutsche Ackerbausiedlungen im südamerikanischen Grasland, Pampa und Gran Chaco. Pries, Leipzig 1938 (Wissenschaftliche Veröffentlichungen des Deutschen Museums für Länderkunde; 6).
- Die faschistische Lösung des Kolonialproblems: Rede gehalten in der Sitzung am 10. Dezember 1938. Wachholtz, Neumünster 1939 (Schriften der Wissenschaftlichen Akademie des NSD Dozentenbundes der Christian-Albrechts-Universität; 10).
- mit Herbert Wilhelmy: Die faschistische Kolonisation in Nordafrika. Quelle & Meyer, Leipzig 1939.
- Lebensraumfragen europäischer Völker. Quelle & Meyer, Leipzig 1941–1943
  - Bd. 1: Europa. 1941
  - Bd. 2: Europas koloniale Ergänzungsräume. 1941
  - Bd. 3,1: Nordamerika. 1943.
- Die Neue Welt, 2 Bände. Kayser, Heidelberg 1962–1963.
- Die Alte Welt, 2 Bände. Steiner, Wiesbeden 1965–1969.
- Lebenserinnerungen und Tagebuchblätter eines Geographen. Hirt, Kiel 1972 (Schriften des Geographischen Instituts der Universität Kiel; 40).

Schmieders Schriften Die faschistische Kolonisation in Nordafrika (Quelle & Meyer, Leipzig 1939) und Die faschistische Lösung des Kolonialproblems (Wachholtz, Neumünster 1939) wurden nach Ende des Zweiten Weltkrieges in der Sowjetischen Besatzungszone auf die Liste der auszusondernden Literatur gesetzt.